# 维亚斯
维亚斯（法語：Vias，法語發音：[vjas]）是法国埃罗省的一个市镇，位于该省南部，属于贝济耶区。

## 地名
该地名“Vias”发音为[vjas]，字母“s”发音，《世界地名翻译大辞典》与《世界地名译名词典》将其误译作“维亚”。

## 地理
维亚斯（43°18'46"N, 3°25'7"E）面积32.49 平方千米，位于法国奧克西塔尼大區埃罗省，该省份为法国南部沿海省份，南濒地中海，西南接奥德省，西北接塔恩省和阿韦龙省，东北与加尔省接壤。
与维亚斯接壤的市镇（或旧市镇、城区）包括：阿格德、贝桑、蒙布朗、波尔蒂拉涅。
维亚斯的时区为UTC+01:00、UTC+02:00（夏令时）。

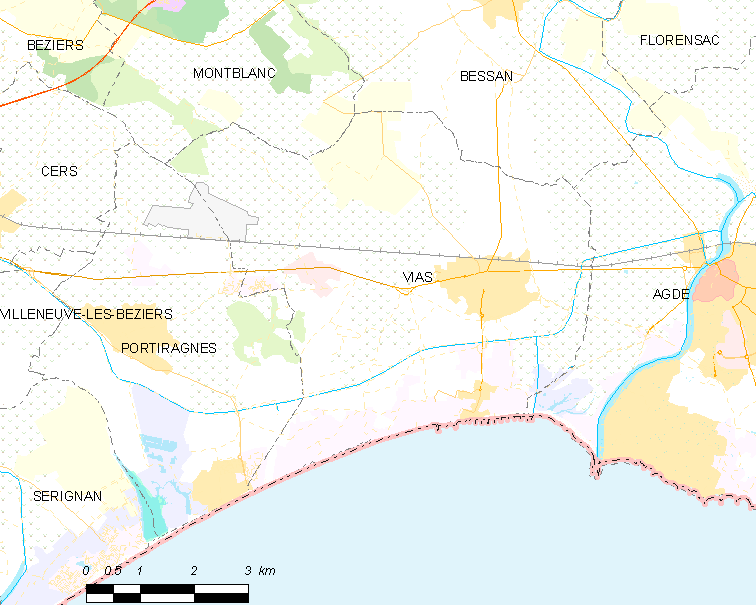
维亚斯的OSM定位图

## 行政
维亚斯的邮政编码为34450，INSEE市镇编码为34332。

## 政治
维亚斯所属的省级选区为阿格德县。

## 人口

1962-2008年间维亚斯人口变化图示

维亚斯于2022年1月1日时的人口数量为5960人。